# Panamericana
Die Panamericana (englisch Pan-American Highway, spanisch Carretera Panamericana und Ruta Panamericana) ist ein System von Schnellstraßen, das – mit wenigen Lücken – Alaska mit Feuerland verbindet, sich also über die gesamte Nord-Süd-Ausdehnung des amerikanischen Doppel-Kontinents erstreckt. Das Netzwerk umfasst etwa 48.000 km Schnellstraße und ist in seiner längsten Nord-Süd-Verbindung etwa 25.750 km lang. Auf der Fünften Internationalen Konferenz der Amerikanischen Staaten im Jahre 1923 entstand die Idee einer einzigen kontinentübergreifenden Schnellstraße. Die Konvention über die Carretera Panamericana wurde schließlich am 23. Dezember 1936 auf der Interamerikanischen Konferenz zur Festigung des Friedens in Buenos Aires unterzeichnet.

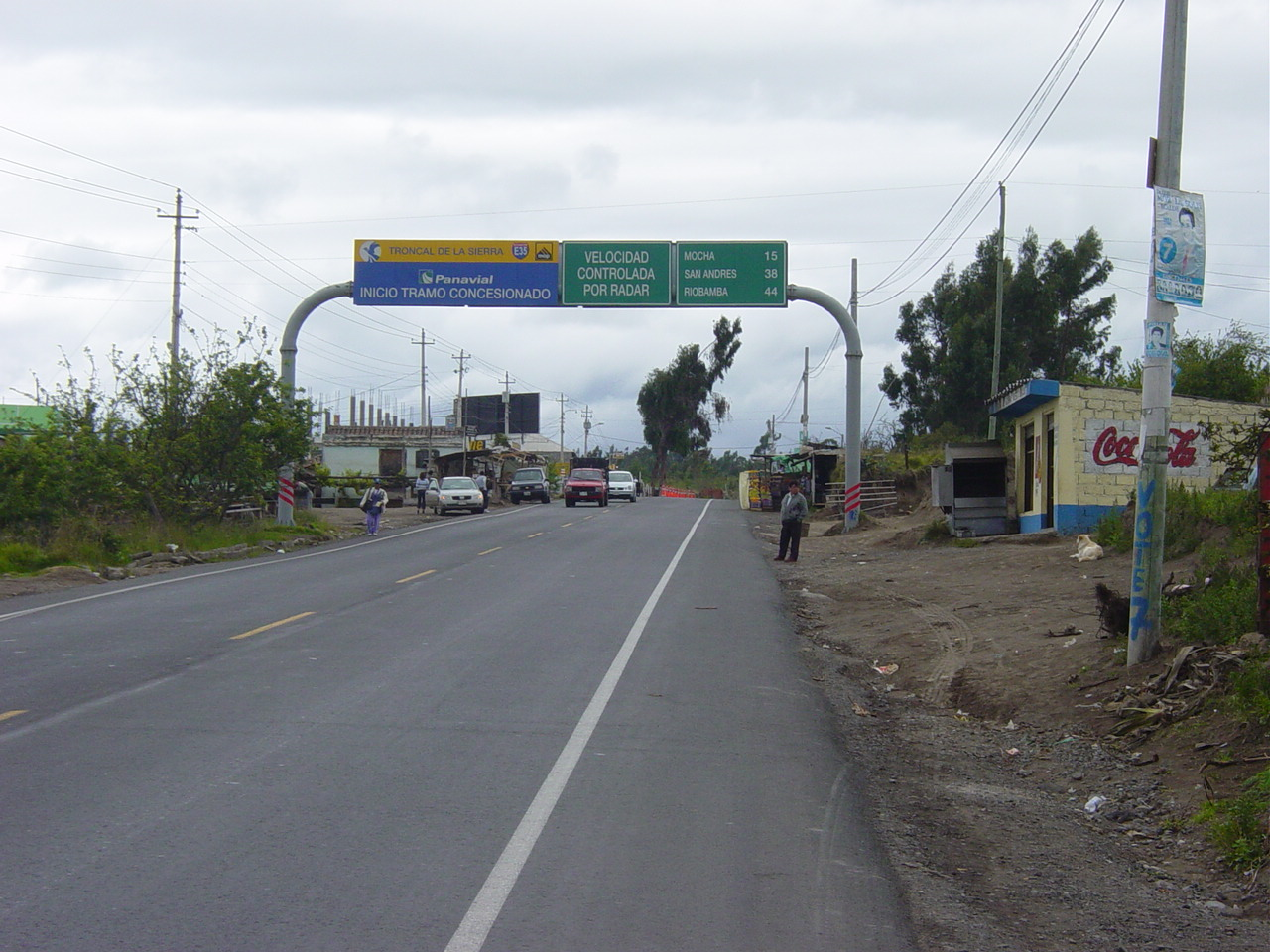
Die Panamericana in der Nähe von Ambato, Ecuador

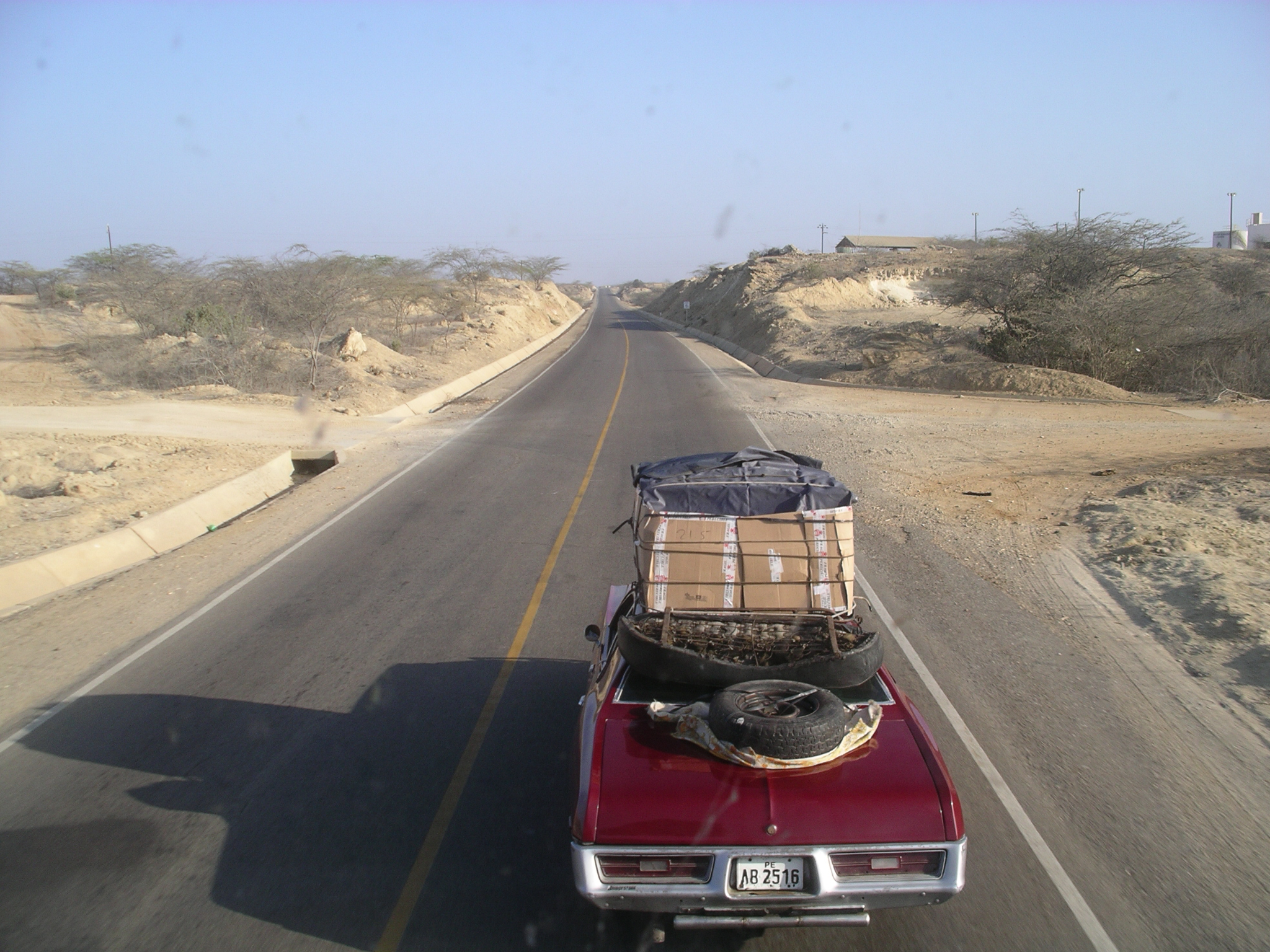
Zwischen Sullana und Talara, Peru

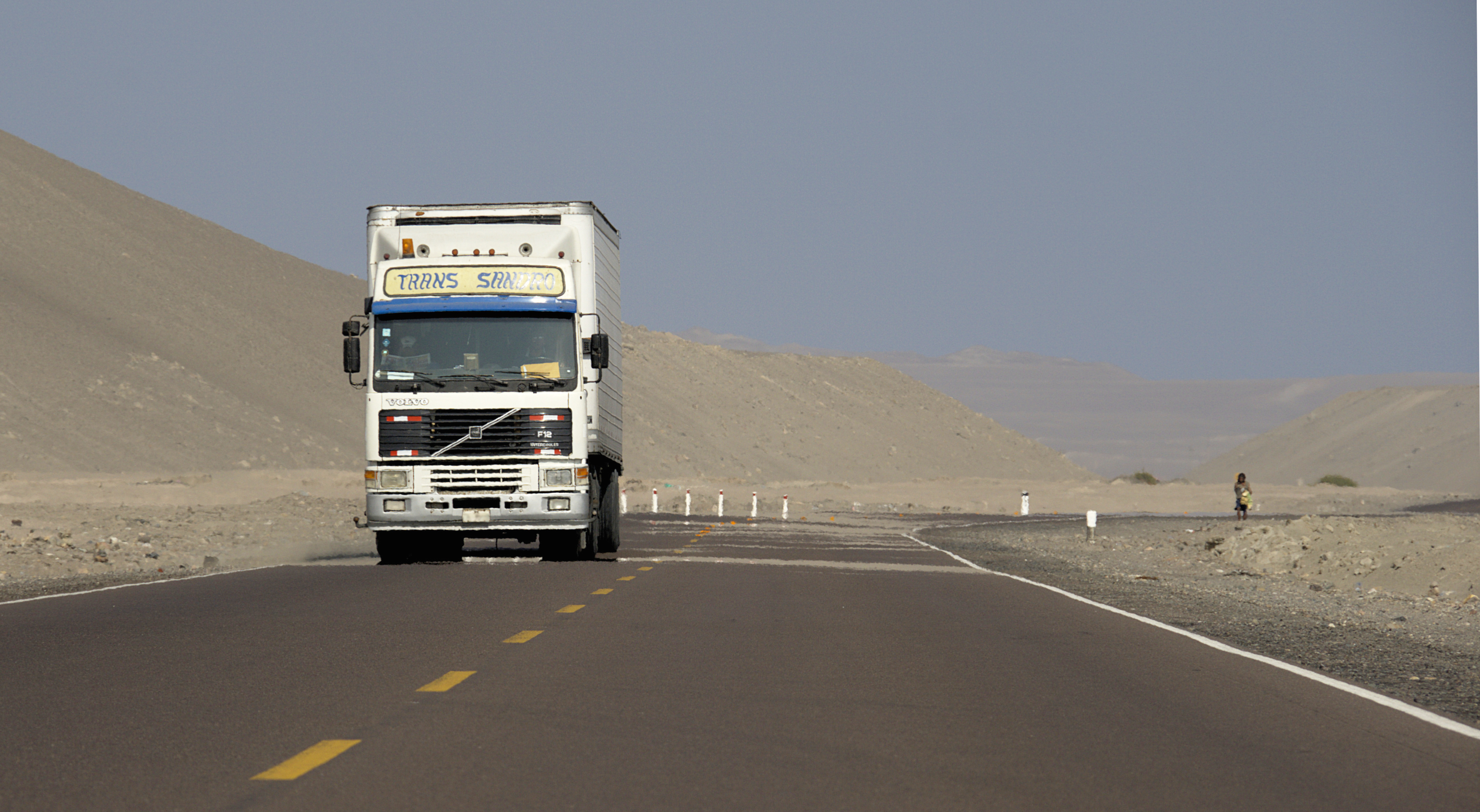
Die Panamericana nahe Puerto De Lomas, Peru

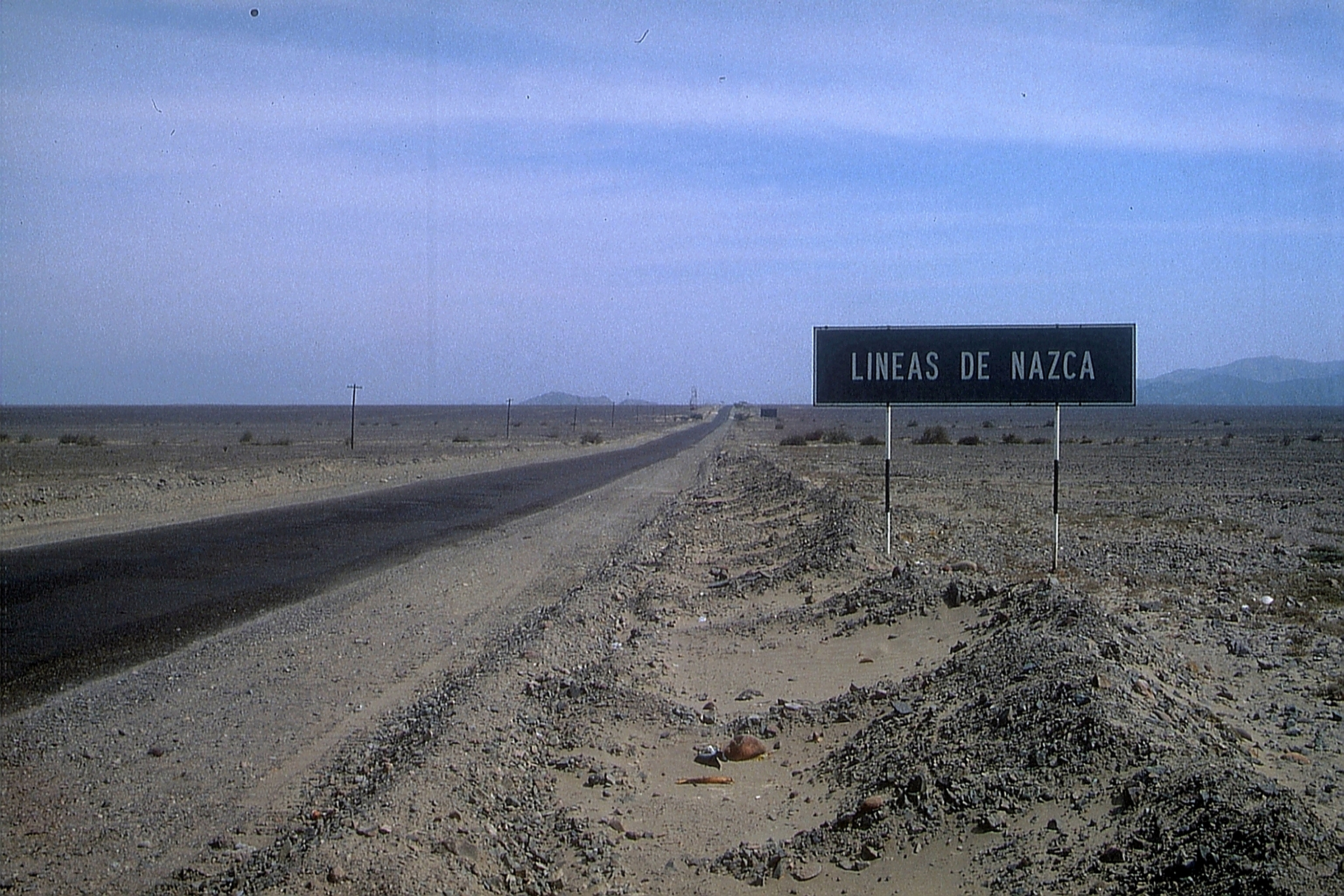
Die Panamericana bei den berühmten Scharrbildern von Nazca in Peru

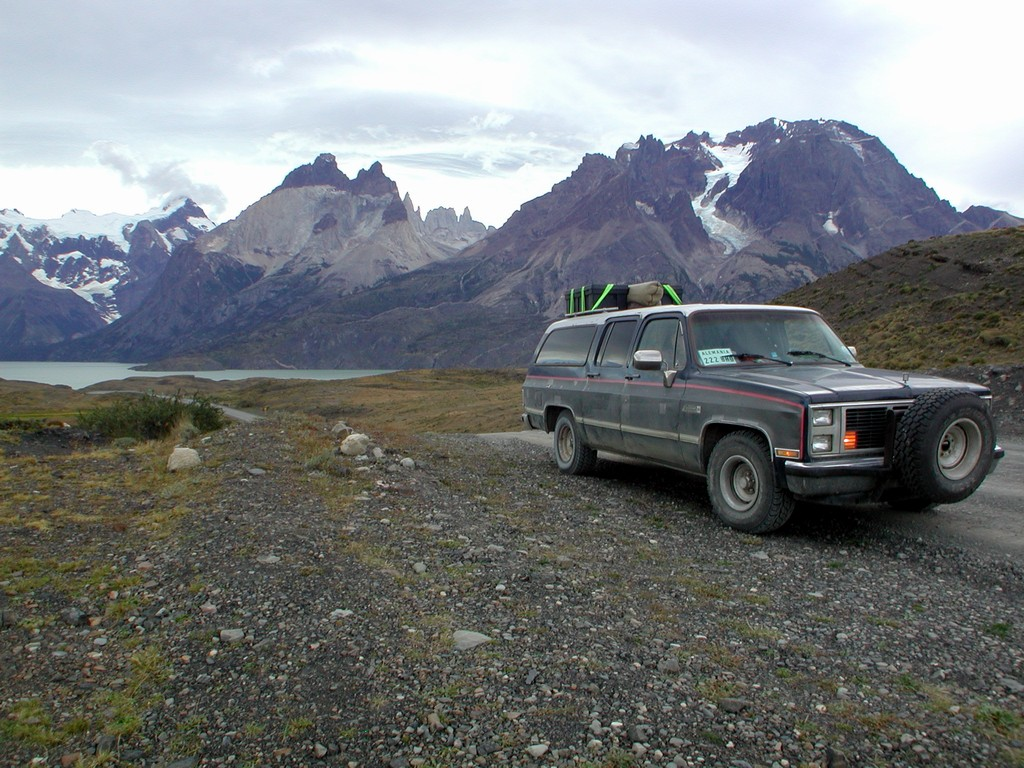
Dieser GMC Sierra fuhr die ganze Panamericana von Deadhorse / Prudhoe Bay, Alaska, nach Ushuaia, Tierra del Fuego, Argentinien. Foto vor den Torres del Paine, Patagonia, Chile.

Die Strecke ist fast komplett befahrbar, nur ein 90 km langes Teilstück zwischen Yaviza in Panama und Nordwest-Kolumbien, das durch den Isthmus von Darién führen soll, der sogenannte Tapón del Darién, ist noch nicht fertiggestellt. Der Isthmus von Darién ist ein Gebiet bergigen Urwaldes mit hoher Biodiversität.
Die projektierte Fertigstellung des Teilstücks hat viele Gegner, die verschiedene Gründe vorbringen: So würden der tropische Regenwald und die Lebensweisen der dortigen indigenen Völker bedroht; der Drogenhandel aus Kolumbien nach Nordamerika und die Verbreitung der Maul- und Klauenseuche in Südamerika würden gefördert.
Die Panamericana passiert viele Klimazonen, sowohl dichten Dschungel als auch Pässe des Hochgebirges. Außerdem durchquert sie 14 bis 19 verschiedene Staaten und ist deshalb weit entfernt von einer einheitlichen Beschilderung und auch Nutzbarkeit. So kann man Teile der Straße nur in der Trockenzeit befahren, in anderen ist die Benutzung das ganze Jahr über gefährlich.
Die Jahresdurchschnittstemperatur reicht vom Gefrierpunkt bis zu über 25 °C.

## Übersicht über den Verlauf

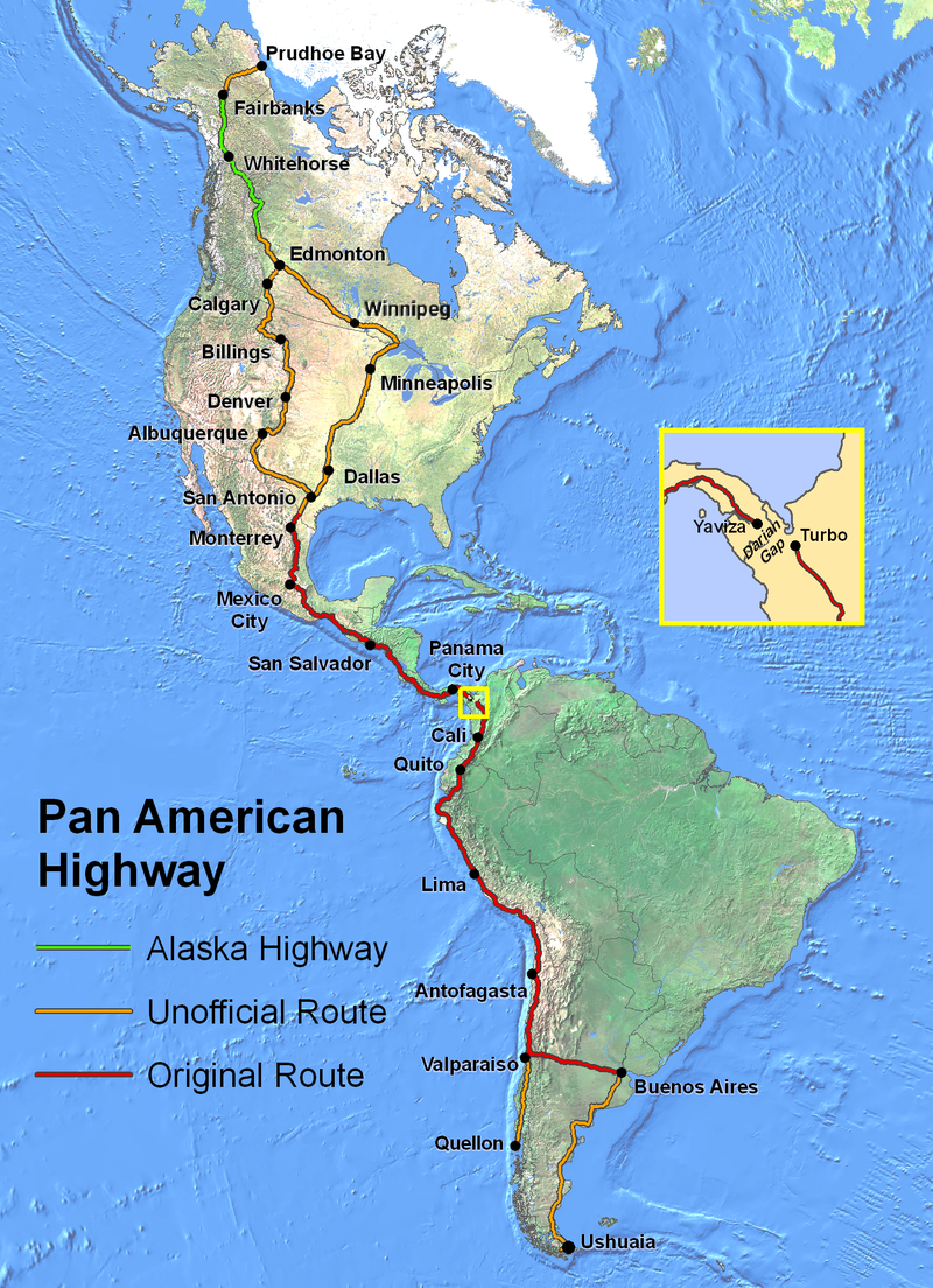
Verlauf der Panamericana von Alaska bis Feuerland (nur das Stück von der mexikanisch-US-amerikanischen Grenze bis Buenos Aires ist offiziell)

Historisch beginnt die Panamericana offiziell in Laredo, Texas, an der Grenze der USA zu Mexiko und führt Richtung Mexiko-Stadt. Dementsprechend gehört keine Straße in den USA und Kanada offiziell zum Netzwerk der Panamericana. Später wurden jedoch neue Teile des US-Straßennetzes nach der Panamericana benannt: Das Teilstück des Interstate Highway 35, das von Laredo nach San Antonio verläuft, heißt Pan Am Expressway und der Interstate Highway 25, der von Las Cruces, New Mexico über Albuquerque nach Wyoming verläuft, wird in Teilen Pan-American Freeway genannt, da er den Anschluss einer Route von Mexiko-Stadt nach El Paso (Texas) bildet.
Für touristische Zwecke wird der Alaska Highway meist in das System der Panamericana einbezogen und als solcher von dessen südlichem Endpunkt Dawson Creek in British Columbia (Kanada) über die Westküste der USA nach San Diego (Interstate 5) und zum Grenzübergang Nogales in Arizona nach Mexiko-Stadt befahren. Das in Mexiko folgende, unten detailliert beschriebene Teilstück verläuft ebenfalls entlang der Pazifikküste.
Das besonders bei nordamerikanischen Touristen beliebte Teilstück in Mittelamerika vom Laredo gegenüberliegenden Nuevo Laredo (Tamaulipas) an der Grenze der Vereinigten Staaten zu Mexiko bis zum Panamakanal wird Inter-American Highway genannt. Dessen Streckenverlauf von der Grenze Mexikos zu Guatemala bis zur Unterbrechung der Panamericana in Yaviza folgt der Carretera Centroamericana 1 (CA-1).
In Südamerika entwickelt sich die Panamericana zu einem wirklichen System von Straßen. Die bekannteste Strecke ist die Panamericana Pacífico Longitudinal von Nordwest-Kolumbien nach Feuerland. Diese wiederum hat ab Santiago de Chile zwei Streckenverläufe: einen nach Quellón auf der chilenischen Insel Chiloé (Kolumbien–Lima–Santiago de Chile–Quellón), wo sich die Carretera Austral Richtung Feuerland anschließt, und einen nach Buenos Aires (Argentinien) und von dort nach Feuerland entlang der Atlantikküste (Santiago de Chile – Buenos Aires – Feuerland).
In Nazca (Peru) zweigen von der Küstenstrecke mehrere innerkontinentale Streckenabschnitte (Transversales) ab. Man kann vier Teilstücke unterscheiden:
- Nazca – La Paz – Asunción führt von der peruanischen Küste zum Titicacasee, nach Bolivien und in die Hauptstadt Paraguays.
- La Paz – Salta – Buenos Aires zweigt in La Paz (Bolivien) von dieser ab und führt nach Buenos Aires.
- Buenos Aires – Asunción verbindet die Endpunkte der vorstehenden Teilstrecken.
- Asunción – Paranaguá führt von Asunción über Foz do Iguaçu (Brasilien) in die Hafenstadt Paranaguá in Brasilien.

Buenos Aires ist ein weiterer Knotenpunkt des Systems. Neben den bereits genannten Strecken nach Santiago de Chile, Tierra del Fuego, La Paz und Asunción führt ein Abschnitt (Litoral Sur) über Montevideo (Uruguay) und Porto Alegre nach São Paulo und Rio de Janeiro in Brasilien (Buenos Aires – Montevideo – Rio de Janeiro). Diese Strecke kreuzt in Curitiba (Brasilien) diejenige von Asunción nach Paranaguá.
Auch die Bolivarianische Straße (Carretera Bolivariana, auch Carretera Marginal de la Selva), die von der Küste Venezuelas nach Bogotá führt und in Cali (Kolumbien) auf die Strecke entlang der Pazifikküste stößt, wird zum System der Panamericana gerechnet.
Darüber hinaus gibt es noch weitere, zum Teil fortgeschrittene Projekte für Straßen von Peru und Bolivien durch das Amazonastiefland nach Brasilien (Transamazônica), sowie für Straßen, die etwa Rio de Janeiro und São Paulo mit Caracas in Venezuela verbinden. Deren Verlauf ist hier bisher nur skizziert (s. Weitere Streckenabschnitte in Venezuela).

## Der Streckenverlauf im Detail

### Nord- und Mittelamerika

#### Alaska (USA)

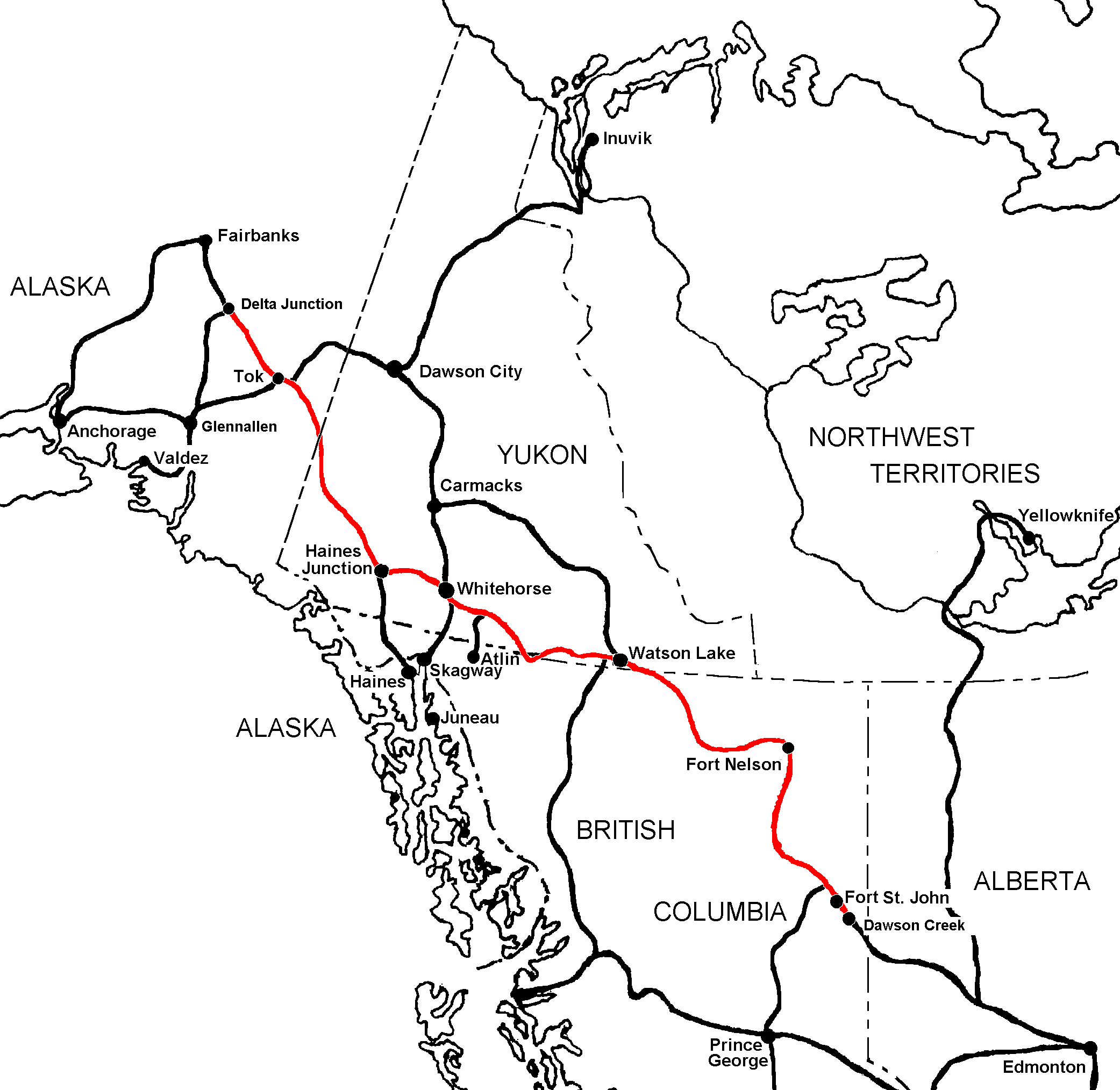
Karte des Alaska Highway (rote Linie)

Da in den Vereinigten Staaten keine Straße offiziell zur Panamericana gehört, skizziert der folgende Verlauf zunächst den Alaska Highway durch Alaska und Kanada. Dieser beginnt nördlich in Delta Junction und führt bis Dawson Creek. Nach Norden wird zudem die Straße von Delta Junction nach Fairbanks (Richardson Highway) und von dort nach Circle (Steese Highway) einbezogen. Im Süden schließen sich von Dawson Creek Straßenverläufe entlang der Pazifikküste bis an die Grenze zu Mexiko bei Nogales (Arizona) an, die im touristischen Gebrauch der Panamericana häufig als solche befahren werden.
- Alaska
  - Circle
  - Fairbanks
  - Delta Junction

#### Kanada
- Yukon-Territorium
  - Beaver Creek
  - Whitehorse
- British Columbia
  - Fort Nelson
  - Fort St. John
  - Dawson Creek
  - Prince George
  - Hope
  - Surrey
  - Vancouver

#### Vereinigte Staaten
- Washington
  - Blaine
  - Bellingham
  - Seattle
  - Tacoma
  - Olympia
- Oregon
  - Portland
  - Eugene–Springfield
  - Medford
- Kalifornien
  - Redding
  - Winters
  - Vacaville
  - San Francisco
  - San Jose
  - Santa Barbara
  - Santa Monica
  - San Diego
- Arizona
  - Yuma
  - Tucson
  - Nogales

#### Mexiko

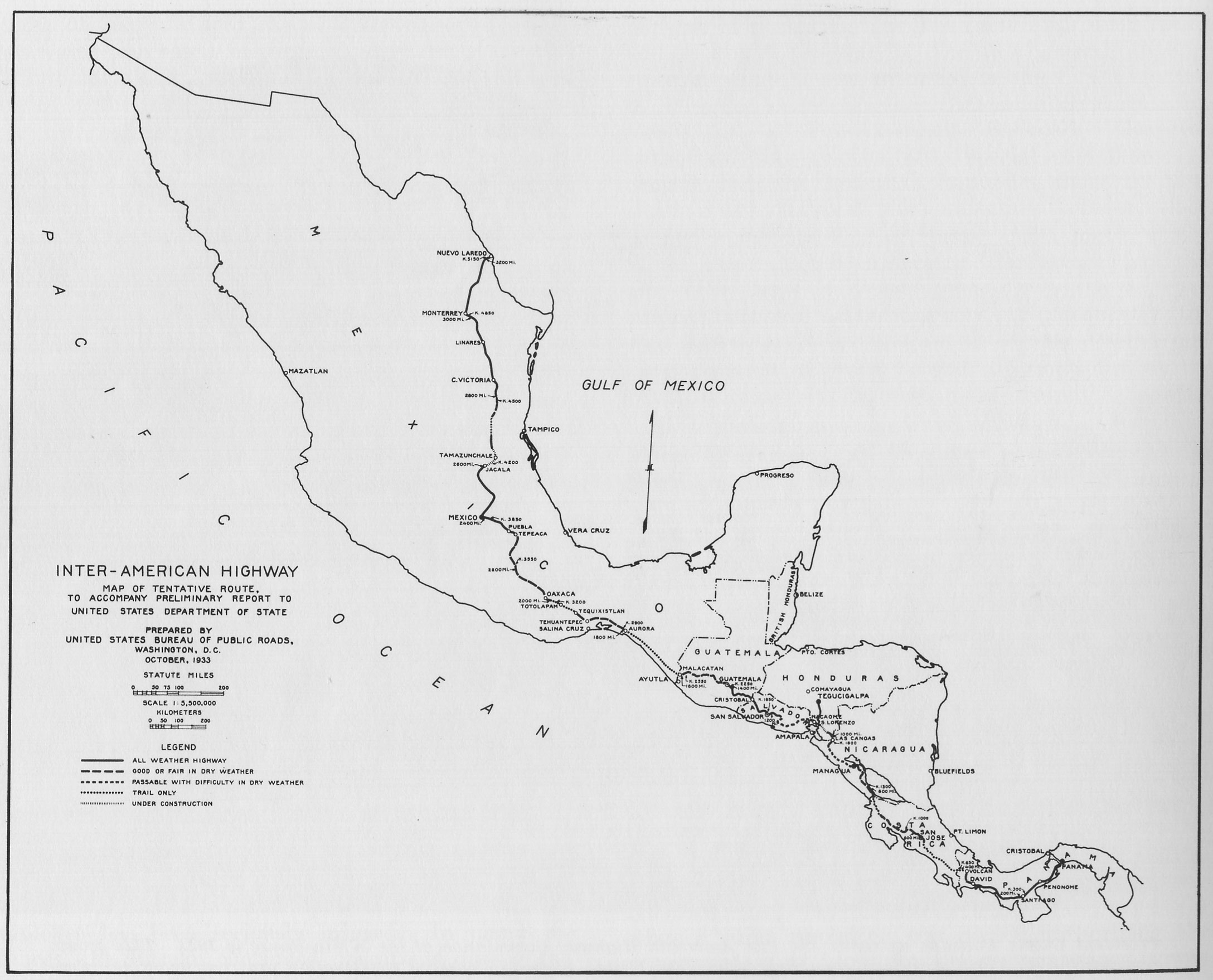
Karte des Inter-American Highway (Projekt, 1933)

Der Originalverlauf der Panamericana führt von Mexiko-Stadt durch das mexikanische Inland zum Grenzübergang Nuevo Laredo (Tamaulipas)/Laredo (Texas). Alternative Verläufe folgen mexikanischen Schnellstraßen von Mexiko-Stadt nach Ciudad Juárez (Chihuahua) / El Paso (Texas) bzw. nach Piedras Negras (Coahuila)/Eagle Pass (Texas), von Monterrey Richtung Reynosa (Tamaulipas)/Pharr (Texas) und von Ciudad Victoria (Tamaulipas) nach Matamoros (Taumaulipas)/Brownsville (Texas).
Der im Folgenden beschriebene Verlauf folgt dem in den USA touristisch beliebten Verlauf an der Pazifikküste entlang über den Grenzübergang Nogales (Arizona)/Nogales (Sonora) nach Mexiko-Stadt. Der (in Mexiko kürzere) Originalverlauf von Nuevo Laredo trifft diesen in Monterrey (Nuevo León).
- Sonora
  - Nogales
  - Hermosillo
  - Ciudad Obregón
- Sinaloa
  - Los Mochis
  - Culiacán
  - Mazatlán
- Durango
  - Victoria de Durango
  - Torreón
- Coahuila
  - Saltillo
- Nuevo León
  - Monterrey
- Tamaulipas
  - Ciudad Victoria
- San Luis Potosí
  - Ciudad Valles
- Hidalgo
  - Zimapán
  - Pachuca de Soto
- Distrito Federal
  - Mexiko-Stadt
- Morelos
  - Cuernavaca
- Puebla
  - Puebla
- Oaxaca
  - Oaxaca de Juárez
- Isthmus von Tehuantepec
- Chiapas
  - Tuxtla Gutiérrez
  - Comitán de Domínguez

#### Guatemala
In Guatemala wird die Panamericana als Interamericana bezeichnet. Die zentralamerikanische Fernstraßenkennzeichnung ist CA 1.
- Departamento Huehuetenango
  - Huehuetenango
- Departamento Totonicapán
- Departamento Sololá
- Departamento Quiché
- Departamento Chimaltenango
  - Chimaltenango
- Departamento Sacatepéquez
- Departamento Guatemala
  - Guatemala-Stadt
- Departamento Santa Rosa
  - Cuilapa
- Departamento Jutiapa
  - Jutiapa

#### El Salvador

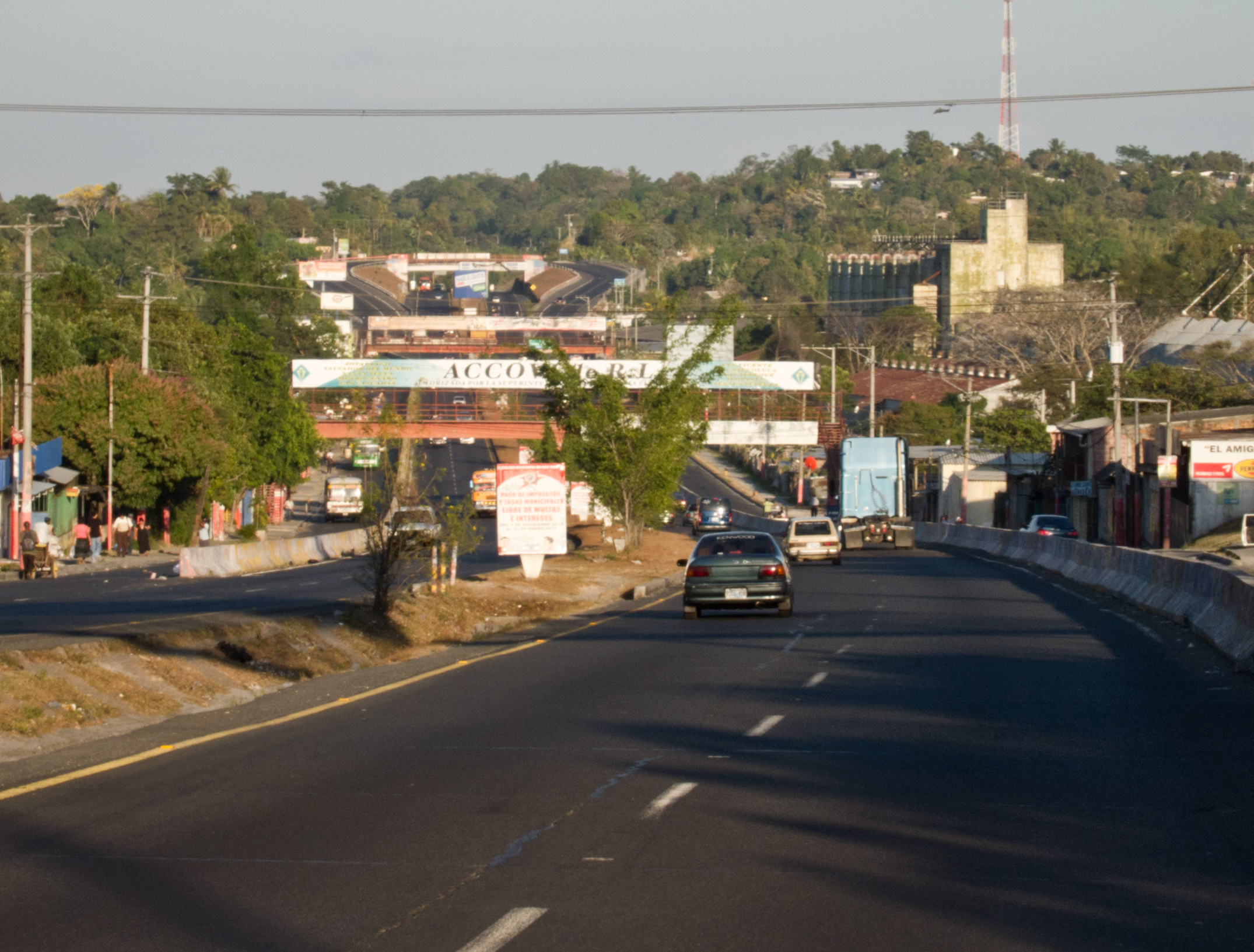
San Martín, El Salvador

- Departamento Santa Ana
  - Candelaria de la Frontera
  - Santa Ana
- Departamento La Libertad
- Departamento San Salvador
  - San Salvador
- Departamento Cuscatlán
  - Cojutepeque
- Departamento San Vicente
- Departamento Usulután
- Departamento San Miguel
  - San Miguel
- Departamento La Unión

#### Honduras
Die Panamericana (oder Interamericana) passiert das Land im äußersten Süden, die wichtigsten Städte Tegucigalpa und San Pedro Sula sind über die CA-5 angebunden.
- Departamento Valle
  - Nacaome
- Departamento Choluteca
  - Choluteca

#### Nicaragua
- Departamento Madriz
  - Somoto
- Departamento Estelí
  - Estelí
- Departamento Matagalpa
  - Sébaco
- Departamento Managua
  - Managua
- Departamento Carazo
  - Jinotepe
- Departamento Rivas
  - Rivas

#### Costa Rica
In offiziellen Dokumenten und im täglichen Sprachgebrauch der Einheimischen wird die Panamericana als Carretera Interamericana bezeichnet.
- Provinz Guanacaste
  - Liberia
- Provinz Puntarenas
- Provinz Alajuela
  - Alajuela
- Provinz San José
  - San José
- Provinz Heredia
  - San Isidro

#### Panama
- Provinz Chiriquí
  - David
  - Tolé
- Provinz Veraguas
  - Santiago de Veraguas
- Provinz Coclé
  - Penonomé
- Provinz Panamá
  - Panama-Stadt
  - Panamakanal
  - Isthmus von Panama
  - Cañita
- Provinz Darién
  - Yaviza, Ende des Nordteils, Strecke auf einer Länge von etwa 90 km unterbrochen
- Isthmus von Darién Teilstück nicht gebaut, Fertigstellung sehr ungewiss. Siehe Tapón del Darién.

### Kolumbien–Lima–Santiago de Chile–Quellón

#### Kolumbien
- Departamento del Chocó

Würde der geplante Streckenverlauf der Panamericana durch den Isthmus von Darién von Yaviza nach El Tigre bei Guapá tatsächlich realisiert, so verliefe die Panamericana durch das Departamento de Chocó. Derzeit fehlen hier aber etwa 110 km, von denen 58 km in Panamá und 53,5 km in Kolumbien verlaufen würden. Die Strecke endet im Augenblick (2001) an einem Ort namens Lomas Aisladas, 39 km von der Abzweigung von der Schnellstraße von Medellín nach Turbo entfernt, die derzeit als Verlauf der Panamericana gilt. Die noch zu bauende Straße müsste 20 km durch Sumpfgebiet verlaufen, den Fluss Río Atrato auf einer 1,3 km langen Brücke überqueren und weitere 30 km bis zu einer Palo de Letras genannten Stelle, die die Grenze zu Panamá markiert, verlaufen. Darüber hinaus würde sie durch das Weltnaturerbe Nationalpark Los Katíos verlaufen. Weitere Informationen unter Tapón del Darién.
Derzeit gilt die Schnellstraße von Medellín nach Turbo am Golf von Darién (auch Golf von Urabá) als Verlauf der Panamericana. Sie verläuft ausschließlich durch das
- Departamento de Antioquia
  - Turbo
  - Chigorodó (10 km südlich von hier bei El Tigre biegt der geplante Verlauf nach Panamá ab)
  - Santa Fe de Antioquia
  - Medellín
- Departamento de Caldas
- Departamento de Risaralda
- Departamento de Caldas
  - Anserma
- Departamento del Valle del Cauca
  - Cartago
  - Tuluá
  - Buga
  - Palmira
  - Cali
- Departamento del Cauca
  - Popayán
- Departamento de Nariño
  - Pasto
  - Ipiales

#### Ecuador

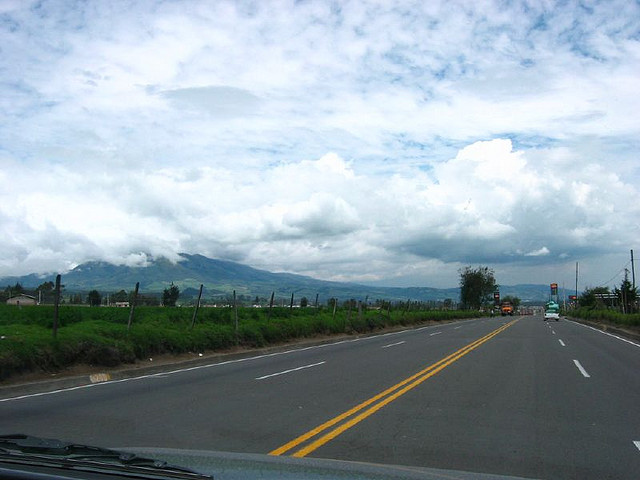
Panamericana in Cashapamba, Pichincha, Ecuador

- Provinz Carchi
  - Tulcán
- Provinz Imbabura
  - Ibarra
  - Otavalo
- Provinz Pichincha
  - Quito
- Provinz Cotopaxi
  - Latacunga
- Provinz Tungurahua
  - Ambato
- Provinz Chimborazo
  - Riobamba

Etwa 20 km südlich von Riobamba (bei Cajabamba) teilt sich die Panamericana und verläuft auf zwei Wegen nach Peru:
Alter Verlauf durch die Sierra:
- Provinz Cañar
  - Azogues
- Provinz Azuay
  - Cuenca
- Provinz Loja
  - Saraguro
  - Loja
  - Macará (Grenze zu Peru)

Neuer Verlauf zur Küste:

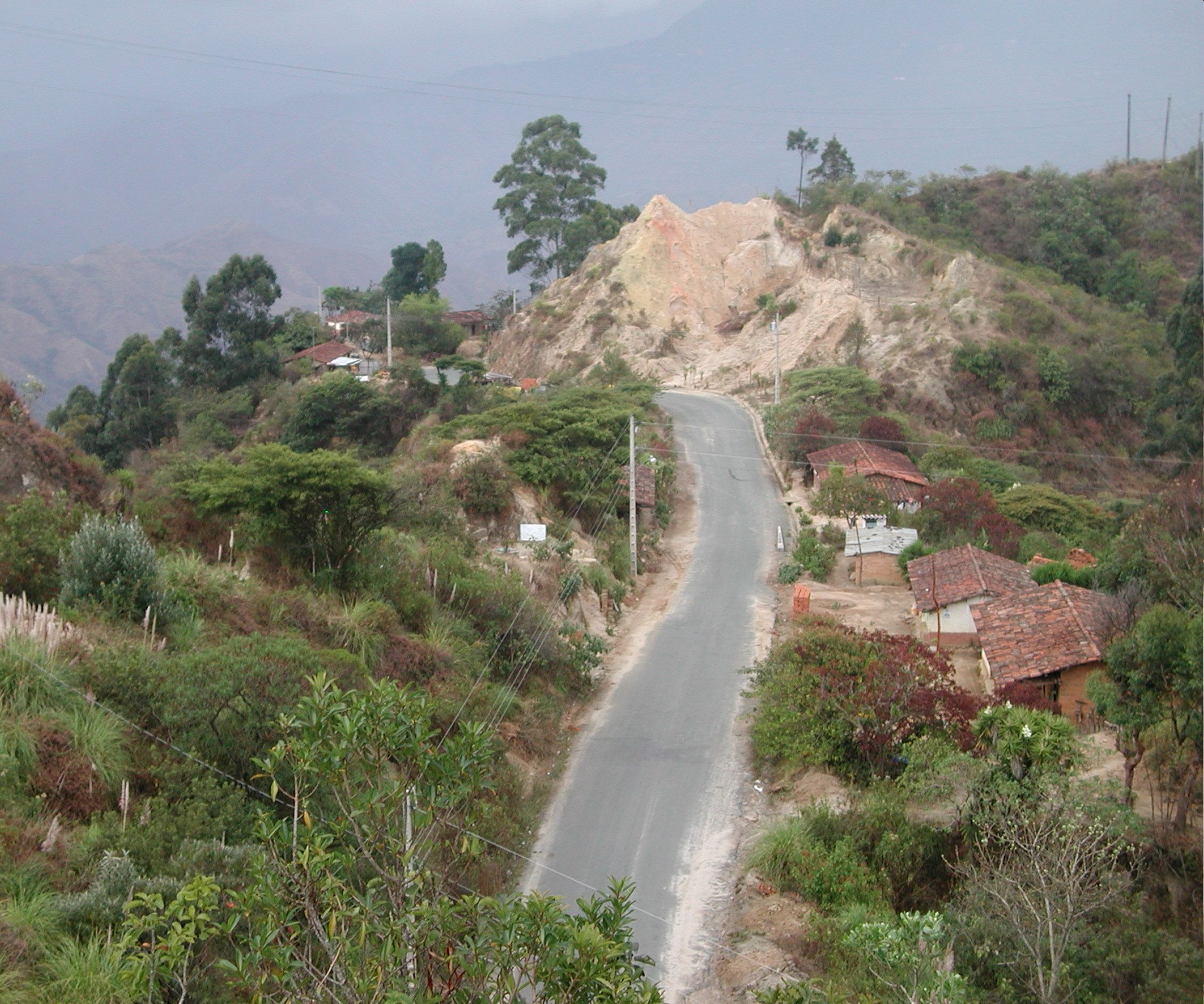
Panamericana – in der Cordillera de los Andes, Ecuador, nahe Catacocha, ca. 2500 m Höhe

- durch den Cajas-Nationalpark und die
- Provinz Guayas nach
- Provinz El Oro
  - Machala
  - Huaquillas (Grenze zu Peru)

#### Peru
Alter Verlauf durchs Inland
(von Macará)
- Region Piura
  - Suyo
  - Sullana

Neuer Verlauf an der Pazifikküste
(von Huaquillas)
- Region Tumbes
  - Zarumilla
  - Tumbes
- Region Piura
  - Sullana

Ab hier wieder gemeinsamer Verlauf
- Region Piura
  - Piura
- Region Lambayeque
  - Lambayeque
  - Chiclayo
- Region La Libertad
  - Pacasmayo
  - Trujillo
- Region Ancash
  - Chimbote
  - Huarmey
- Region Lima
- Lima Metropolitana
  - Comas
  - Independencia
  - Lima
  - Miraflores
- Region Lima

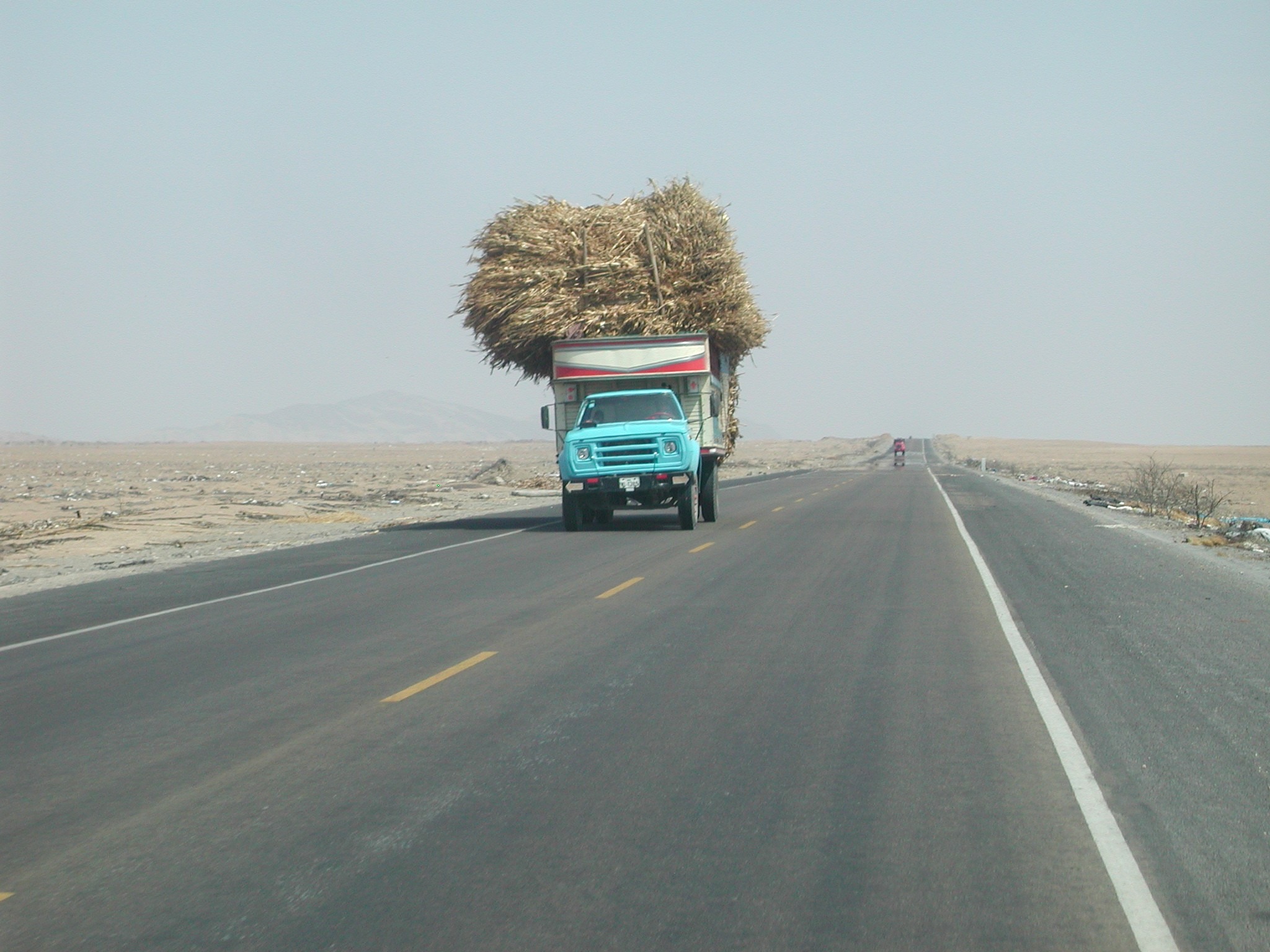
Panamericana – Nord-Peru nahe Pacasmayo

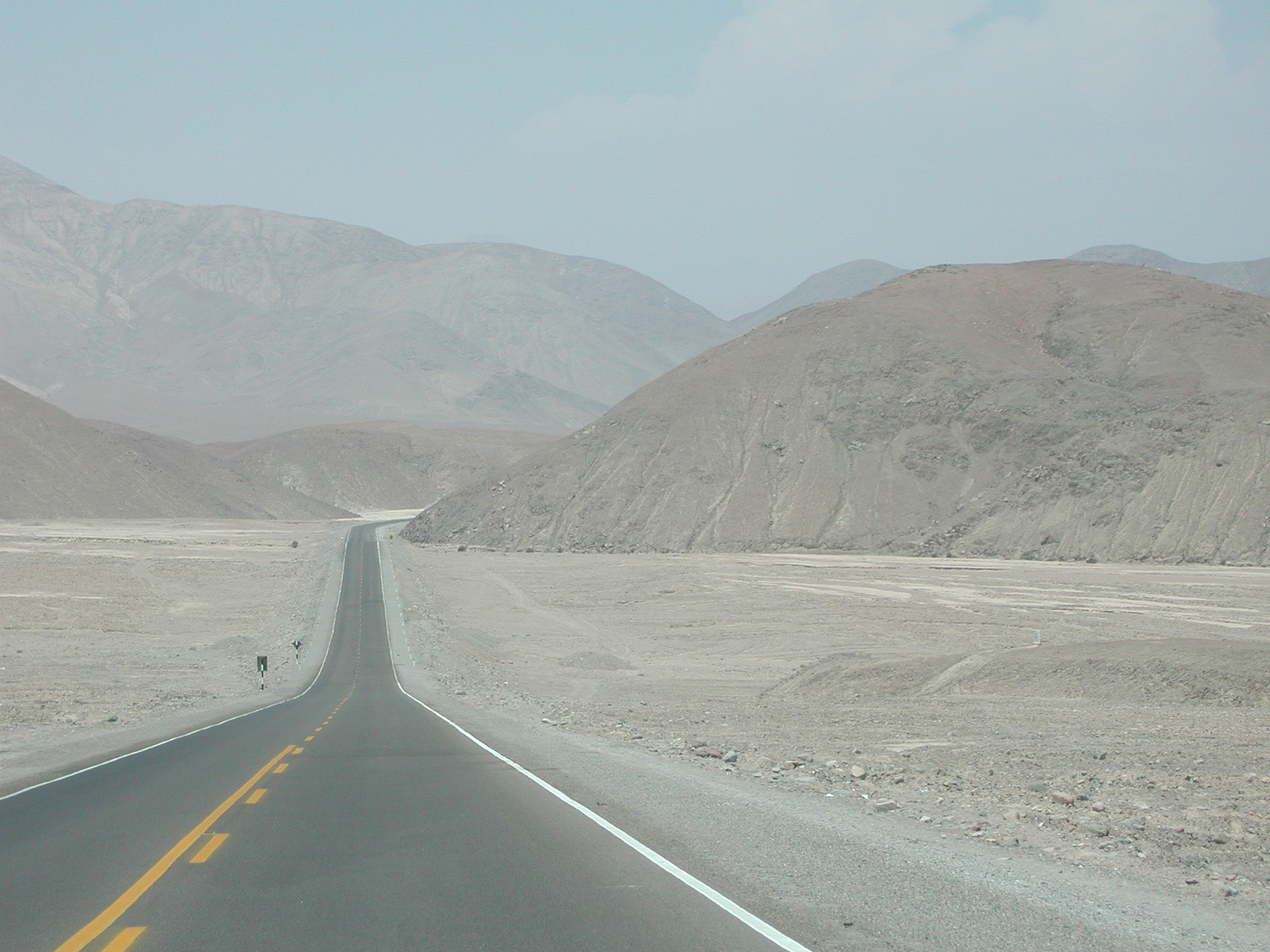
Panamericana in der Atacama-Wüste, südliches Peru

  - San Vicente de Cañete (Autobahn von Lima bis Pisco als Umgehung von Cañete)
- Region Ica (Autobahn von Chincha bis Pisco als Umgebung von Chincha; von Pisco bis Ica als Umgehung von Pisco)
  - Chincha
  - San Clemente (Abzweig nach Ayacucho)
  - Pisco
  - Ica
  - Nazca
  - Nazca-Linien

(→ Nazca–La Paz–Asunción und La Paz–Salta–Buenos Aires)
- Region Arequipa
  - Camaná
  - Arequipa
- Region Moquegua
  - Moquegua
  - Ilo
- Region Tacna
  - Tacna

#### Chile
Die Panamericana in Chile verläuft hauptsächlich über die Ruta 5.
- Región de Tarapacá
  - Arica
- Región de Antofagasta
  - Antofagasta
- Región de Atacama
  - s. auch Atacama-Wüste
  - Copiapó
- Región de Coquimbo
  - La Serena
  - Coquimbo
- Región de Valparaíso
  - La Ligua
- Región Metropolitana de Santiago
  - Santiago de Chile

Hier zweigt der Östliche Teil der Panamericana Longitudinal Richtung Buenos Aires ab, der Westteil verläuft weiter nach Süden.
- Región del Libertador General Bernardo O’Higgins
  - Rancagua
- Región del Maule
  - Talca
- Región del Biobío
  - Chillán
  - Los Ángeles
- Región de La Araucanía
  - Temuco
- Región de Los Ríos
  - Río Bueno
- Región de Los Lagos
  - Osorno
  - Llanquihue
  - Puerto Montt
- Es folgt die Überquerung des Chacao-Kanals zur Insel Chiloé
  - Auf Chiloé führt die Straße über Ancud, die Inselhauptstadt Castro bis nach Quellón

In Puerto Montt schließt sich die zum Teil unbefestigte Carretera Austral Longitudinal an, die bis Punta Arenas und letztlich bis Ushuaia auf Feuerland ausgebaut werden soll. Punta Arenas ist bisher auf dem Landweg allerdings nur über Argentinien zu erreichen; siehe den im Folgenden geschilderten Streckenabschnitt Santiago de Chile–Buenos Aires–Feuerland.

### Santiago de Chile–Buenos Aires–Feuerland

#### Chile
- Región Metropolitana de Santiago
  - Puente Alto

#### Argentinien
- Provinz Mendoza
  - Tunuyán
  - Mendoza
- Provinz San Luis
  - San Luis
- Provinz Córdoba
- Provinz Santa Fe
- Provinz Buenos Aires
  - Buenos Aires

(→ Buenos Aires–Asunción)

(→ Buenos Aires–Montevideo–Rio de Janeiro)
- Provinz Buenos Aires
  - Bahía Blanca
- Provinz Río Negro
  - Viedma
- Provinz Chubut
  - Puerto Madryn
  - Trelew
  - Comodoro Rivadavia
- Provinz Santa Cruz
  - Caleta Olivia
  - Río Gallegos

#### Chile
- Región de Magallanes y de la Antártica Chilena

Die Magellanstraße trennt den südamerikanischen Kontinent von Feuerland. Es ist nicht möglich, sie per Brücke zu überqueren. Ein Überweg ist die Fähre vom Leuchtturm Punta Delgada nach Bahía Azul über die sog. Primera Angostura (dt. erste Enge). Punta Delgada ist von Río Gallegos per Straße zu erreichen. Von Bahía Azul führt eine Straße über Manantiales auf die argentinische Seite von Feuerland.

#### Argentinien
- Provinz Tierra del Fuego (argentinische Provinz Feuerland)
  - Río Grande
  - Ushuaia

### Nazca–La Paz–Asunción

#### Peru
- Region Ica
  - Nazca
- Region Ayacucho
- Region Apurímac
  - Abancay
- Region Cusco
  - Cusco
- Region Puno
  - Juliaca
  - Puno
  - Titicacasee

#### Bolivien
- Departamento La Paz
  - Desaguadero
  - La Paz

- Von La Paz soll die Transoceánica über Rio Branco (die Hauptstadt des brasilianischen Bundesstaates Acre) durch das Amazonasbecken verlaufen. Von Rio Branco führen über Porto Velho Straßen nach Rio de Janeiro und die Hafenstadt Santos (siehe unten) (Weitere Streckenabschnitte in Venezuela)

- Departamento Oruro

Bei Caracollo kreuzen sich verschiedene Streckenteile der Panamericana. Nach Süden verläuft der Verlauf La Paz–Salta–Buenos Aires, nach Westen erreicht man Arica in Chile. Der im Folgenden geschilderte Verlauf ist der nach Paranaguá in Brasilien.
- Departamento Cochabamba
  - Cochabamba
- Departamento Santa Cruz
  - Samaipata
  - Santa Cruz de la Sierra

(Von Santa Cruz gibt es nach Osten eine geplante Verbindung über die Grenzstadt Puerto Suárez bzw. Corumbá in Brasilien nach São Paulo.) Nach Süden folgt:
- - Camiri
- Departamento Chuquisaca

#### Paraguay
- Departamento Boquerón
  - Mariscal Estigarribia
  - Filadelfia
- Departamento Presidente Hayes
  - Pozo Colorado
  - Villa Hayes
- Departamento Central
- Asunción

Von hier führt ein Teilstück nach Buenos Aires (Buenos Aires–Asunción) und ein weiteres nach Paranaguá in Brasilien (Asunción–Paranaguá).

### La Paz–Salta–Buenos Aires

#### Bolivien
- Departamento La Paz
  - La Paz
- Departamento Oruro
  - Oruro
  - Challapata
- Departamento Potosí
  - Potosí
  - Tupiza
  - Villazón

#### Argentinien
- Provinz Jujuy
  - San Salvador de Jujuy
- Provinz Salta
  - Salta

(in Salta kreuzt sich dieses Teilstück mit einer Straße die Antofagasta in Chile mit Resistencia auf dem Teilstück Buenos Aires–Asunción verbindet).
- Provinz Tucumán
  - San Miguel de Tucumán
- Provinz Santiago del Estero
  - Santiago del Estero
- Provinz Córdoba
  - Córdoba
  - Villa María
- Provinz Santa Fe
  - Cañada de Gómez
  - Rosario
- Provinz Buenos Aires
  - San Nicolás de los Arroyos
  - Belén de Escobar
  - Buenos Aires

### Buenos Aires–Asunción

#### Argentinien
- Provinz Buenos Aires
  - Buenos Aires
  - San Nicolás de los Arroyos
- Provinz Santa Fe
  - Rosario
  - Santa Fe
  - Las Toscas
- Provinz Chaco
  - Resistencia
- Provinz Formosa
  - Formosa

#### Paraguay
- Asunción

In Asunción schließt sich das Teilstück nach Paranaguá an. Auch das Teilstück Nazca–La Paz–Asunción endet hier.

### Asunción–Paranaguá

#### Paraguay
- Asunción
- Departamento Cordillera
  - Caacupé
- Departamento Caaguazú
  - Coronel Oviedo
  - Caaguazú
- Departamento Alto Paraná
  - Ciudad del Este

#### Brasilien
- Paraná
  - Foz do Iguaçu
  - Cascavel
  - Guarapuava
  - Prudentópolis
  - Ponta Grossa
  - Curitiba
  - Paranaguá

### Buenos Aires–Montevideo–Rio de Janeiro

#### Argentinien
- Provinz Buenos Aires
  - Buenos Aires
- Provinz Entre Ríos

#### Uruguay
- Departamento Colonia
  - Nueva Palmira
  - Colonia del Sacramento

(Zwischen Buenos Aires und Colonia sowie zwischen Buenos Aires und Montevideo verkehren auch Fähren)
- Departamento San José
- Montevideo

Von Montevideo durch das Inland (Norden) nach Porto Alegre führt:
- Departamento Canelones
- Departamento Lavalleja
  - Minas
- Departamento Treinta y Tres
  - Treinta y Tres
- Departamento Cerro Largo
  - Melo

Von Montevideo über die Küste (Osten) nach Porto Alegre führt:
- Departamento Canelones
- Departamento Maldonado
  - San Carlos
- Departamento Rocha
  - Rocha
  - Chuy (Grenze zu Brasilien)

#### Brasilien
- Bundesstaat Rio Grande do Sul
  - von Melo über Bagé
  - von Chuy über Pelotas
  - Porto Alegre
  - Novo Hamburgo
  - Caxias do Sul
- Bundesstaat Santa Catarina
- Bundesstaat Paraná
  - Curitiba
- Bundesstaat São Paulo
  - São Paulo
  - Santos
- Bundesstaat Rio de Janeiro
  - Rio de Janeiro

### Carretera Bolivariana

#### Venezuela
1954 wurde die Vollendung der Carretera Panamericana in der Hafenstadt La Guaira, 35 km nördlich von Caracas, gefeiert. La Guaira gilt deshalb noch immer als ein Anfangspunkt der Panamericana. Der hier skizzierte Verlauf beginnt aber mit der weiter westlich gelegenen, mittlerweile angebundenen Stadt Güiria am Golf von Paria. Der Abschnitt von Caracas nach San Antonio del Táchira wird in Venezuela Carretera Trasandina (auch Troncal 7) genannt.
- Bundesstaat Sucre
  - Güiria
  - Cumaná
- Bundesstaat Anzoátegui
  - Barcelona
- Bundesstaat Vargas
  - La Guaira
- Distrito Capital (Caracas)
- Bundesstaat Aragua
  - Maracay
- Bundesstaat Carabobo
  - Valencia
- Bundesstaat Yaracuy
  - San Felipe
- Bundesstaat Lara
  - Barquisimeto
- Bundesstaat Trujillo
  - Embalse de Agua Viva
- Bundesstaat Mérida
  - Mérida
- Bundesstaat Táchira
  - San Cristóbal
  - San Antonio del Táchira (Grenze zu Kolumbien)

#### Kolumbien
- Departamento de Norte de Santander
  - Cúcuta
- Departamento de Santander
  - Bucaramanga
- Departamento de Boyacá
  - Tunja
- Departamento de Cundinamarca / Distrito Capital
  - Bogotá
- Departamento del Tolima
  - Ibagué
- Departamento del Quindío
  - Armenia
- Departamento del Valle del Cauca
  - Bei Tulúa trifft der sich dieser Verlauf mit dem von Kolumbien–Lima–Santiago de Chile–Quellón.

#### Transamazônica und Transoceánica
Von Barcelona an der Carretera Bolivariana verläuft eine (geplante) Verbindungsstraße, die Transamazônica, nach Süden über Ciudad Bolívar (Bundesstaat Bolívar, Venezuela), die in Brasilien über Boa Vista (brasilianischer Bundesstaat Roraima) und Manaus (brasilianischer Bundesstaat Amazonas) in die brasilianische Hauptstadt Brasília und von dort zur Hafenstadt Santos (Osten) bzw. von Manaus über Porto Velho (Bundesstaat Rondônia) und Rio Branco (Bundesstaat Acre) nach La Paz in Bolivien und von dort nach Lima verlaufen soll. Die dabei entstehende direkte Straßenverbindung von Lima an der peruanischen Pazifikküste über La Paz im bolivianischen Andenhochland nach Santos an der brasilianischen Atlantikküste wird Transoceánica genannt. Der Teil von Manaus nach Porto Velho entlang der brasilianisch-bolivianischen Grenze ist jedoch nach weitgehender Fertigstellung in den 1980er Jahren weitgehend verfallen. Die Anbindung auf bolivianischer Seite ist nicht fertiggestellt, aber im Bau.
Von Boa Vista sind bzw. waren zudem geplante nach Georgetown in Guyana, Paramaribo in Suriname und Cayenne in Französisch-Guayana und über Fortaleza und Salvador an der Küste nach Rio de Janeiro geplant. Derzeit ist aber die Landstraße von Boa Vista über El Dorado nach Ciudad Guayana in Venezuela und von dort nach Ciudad Bolívar und Barcelona die einzige Verbindungsstraße Brasiliens mit seinen nördlichen Nachbarländern.
Zwischen Venezuela und Guayana befindet sich jedoch eine Straße in Bau, die südlich von Tumeremo (zwischen Ciudad Guayana und El Dorado) von der Verbindungsstraße nach Boa Vista nach Osten abzweigt und über Bártica und Apura in Guayana nach Paramaribo in Suriname führen soll. Von Linden bestünde dann auch eine Anbindung von Georgetown. Sie soll den Namen Escudo Guayanés erhalten.

#### Weitere Streckenabschnitte in Venezuela
Von Ciudad Bolívar aus führt eine Strecke nach Westen durch den Bundesstaat Bolívar nach Puerto Ayacucho im venezolanischen Bundesstaat Amazonas. Von hier ist eine Straße nach Villavicencio in Kolumbien geplant.
Vom Caracas nach Süden führt ein Streckenverlauf durch die Bundesstaaten Miranda und Aragua nach San Juan de los Morros, der Hauptstadt des Bundesstaates Guárico. In San Fernando de Apure, der Hauptstadt des Bundesstaates Apure, endet vermutlich der als Schnellstraße ausgebaute Teil. Es gibt aber Straßenverbindungen nach Kolumbien: eine führt nach Westen über El Amparo de Apure nach San Cristobal und Cúcuta, die andere nach Süden nach Puerto Páez bzw. Puerto Carreño auf kolumbianischer Seite und von dort nach Villavicencio (siehe unten).
Von Valencia nach San Cristobal gibt es einen alternativen Streckenabschnitt, der über San Carlos im Bundesstaat Cojedes, Guanare im Bundesstaat Portuguesa und Barinas im Bundesstaat Barinas verläuft.
Von Valencia verläuft ein weiterer Streckenabschnitt nach Norden zur Karibikküste in den Bundesstaat Falcón nach Coro und von dort weiter in den Bundesstaat Zulia über die 1962 eröffnete Brücke über den Maracaibo-See nach Maracaibo. Von dort gelangt man Richtung Süden nach San Cristobal. Nach Westen gelangt man über Paraguaypoa in das kolumbianische Departamento La Guajira und dessen Hauptstadt Riohacha. Die Strecke führt weiter nach Santa Marta im Departamento Magdalena. Von dortsiehe unten.

#### Weitere Streckenabschnitte in Kolumbien
Der Streckenabschnitt von Maracaibo (Venezuela) nach Santa Marta (Departamento del Magdalena) führt einerseits nach Süden durch die Departamentos Cesar und Norte de Santander nach Bucaramanga und von dort auf dem regulär geschilderten Streckenabschnitt nach Bogotá. Andererseits existiert ein Abschnitt an der Küste entlang über Barranquilla (Departamento del Atlántico) nach Cartagena de las Indias (Departamento de Bolívar). Von dort führt die Straße ins Landesinnere über Sincelejo (Departamento de Sucre) und durch die Departamentos Córdoba und Antioquia nach Medellín auf dem Streckenabschnitt Kolumbien–Lima–Santiago de Chile–Quellón.
Von Bogotá sind ferner über Villavicencio (Departamento del Meta) drei Strecken nach Venezuela geplant bzw. realisiert. Eine führt nordöstlich über Yopal (Departamento de Casanare) und Arauca (Departamento de Arauca) nach El Amparo de Apure im venezolanischen Bundesstaat Apure, die anderen durch die Departamentos Meta und Vichada nach Puerto Páez in Apure bzw. Puerto Ayacucho im Bundesstaat Amazonas. Über den Zustand der drei Abschnitte kann hier nichts ausgesagt werden. Alle durchqueren das Amazonastiefland. Mindestens die Strecke Villavicencio–Puerto Ayacucho ist wahrscheinlich nicht fertiggestellt.

## Dokumentarfilme
Seit den 1950er Jahren wurde die Panamericana mehrfach in Dokumentarfilmen verarbeitet.

### 1958/1962Traumstraße der Welt
Im Jahr 1958 gelangte der erste Teil des Dokumentarfilms Traumstraße der Welt des deutschen Produzenten und Regisseurs Hans Domnick in die Kinos. Der 2. Teil folgte 1962. Der Film zeigt ausgewählte Schauplätze entlang des Streckenverlaufs der Panamericana. 1968 wurde der international vielbeachtete Zweiteiler in einer gekürzten Fassung unter dem Titel Panamericana – Traumstraße der Welt erneut in die Kinos gebracht.

### 1997/98 FernsehserieSpiegel TVundNZZ
1997/98 produzierte Spiegel TV in Koproduktion mit der NZZ unter Leitung von Autor Thomas Schaefer eine 20-teilige Dokumentation mit je 25 Minuten für das deutsche und das schweizerische Fernsehen. SF2 zeigte bislang nur einmalig ab dem 4. Januar 1998 im 4-wöchigen Abstand alle 20 Folgen, die es auch für kurze Zeit in der Schweiz auf 10 VHS-Kassetten zu kaufen gab. Im deutschen Fernsehen startete diese Dokumentationsreihe ebenfalls am 4. Januar 1998 bei VOX, allerdings wurde die Serie auf 9 Folgen zu 31–42 Minuten geschnitten. Die Erstausstrahlung erfolgte in 3 Blöcken zu jeweils 3 Folgen. Die letzte Folge wurde am 27. Dezember 1999 gesendet.

### 2010Panamericana
2010 drehte Severin Frei in Südamerika mit seinem Bruder Jonas und seinem Freund Thomas Rickenmann den Film Panamericana (Film), der dokumentarisch Einsicht in das Leben vieler Einzelschicksale gibt, welche an der längsten Straße der Welt leben. Der Film kam 2014 in die deutschen Kinos. In der Kritik wurde jedoch bemängelt, dass es der Dokumentation insbesondere an einer „über das Touristische hinausgehende Recherche“ mangelt.

## Sport

### Motorsport
Auf Teilen der Panamericana in Mexiko fand in den 1950er Jahren die Carrera Panamericana, ein Autorennen, statt.

### Radsport
Der Ultra-Distanz-Radfahrer Bond Almand ( Vereinigte Staaten) stellte am 15. November 2024 nach 75 Tagen, 17 Std. und 55 Min. Radfahrt auf der Panamericana von Nord nach Süd einen neuen Streckenrekord auf. Almand absolvierte die Strecke allein und ohne Unterstützung durch Helfer („solo-unsupported“). Bisheriger Rekordhalter (mit Support-Team) war Michael Strasser ( Österreich) mit einer Zeit von 84 Tagen, 11 Std. und 50 Min. im Jahr 2018. Amtierender Rekordhalter in der Kategorie „solo-unsupported“ war seit 2023 Leandro Carlos da Silva ( Brasilien), seine Fahrt dauerte 95 Tage, 16 Std. und 57 Min. Damit unterbot da Silva den Rekord von Jonas Deichmann ( Deutschland) aus dem Jahr 2018 (97 Tage, 21 Std., 10 Min.).

## Trivia
In den 1950er Jahren war der Schauspieler Bud Spencer zwei Jahre als Vorarbeiter am Bau der Panamericana beteiligt.